# Sistema Bartlane
El sistema Bartlane fue una técnica inventada en 1920 para transmitir imágenes de periódicos digitalizadas con telefoto a través de líneas de cable submarino entre Londres y Nueva York. Recibe el nombre de sus inventores Harry G. Bartholomew y Maynard D. McFarlane y se utilizó por primera vez para transmitir una imagen a través del Atlántico en 1921. Utilizando el sistema Bartlane, las imágenes podrían transmitirse a través del Atlántico en menos de tres horas. 

## Descripción
Las imágenes fueron codificadas inicialmente con 5 niveles de gris, pero este número se incrementó a 15 en 1929. En el transmisor, los patrones de las cintas telegráficas se hacían usando dispositivos de impresión especiales y se decodificaban en la imagen en el receptor usando impresoras telegráficas equipadas con tipos de letra apropiados.
Este sistema también fue adaptado con un proceso fotográfico para obtener imágenes más precisas en 1929, de modo que en el receptor las imágenes eran convertidas a un medio químico.